# Станчфилд
Ста́нчфилд (англ. Stanchfield) — тауншип в округе Исанти штата Миннесота (США). В 2010 году его население составляло 1209 человек.

## География
По данным Бюро переписи населения США площадь тауншипа составляет 88,66 км², из которых 86,3 км² занимает суша, а 2,36 км² — вода (2,66 %). Часть тауншипа Станчфилд выделена в статистически обособленную местность Станчфилд площадью 1,37 км².

## История
Станчфилд был назван в честь Даниэля Станчфилда, исследователя территорий и политика. Тауншип был выделен из состава Мейпл-Риджа в 1874 году. Первыми поселенцами, рядом с которыми был установлен почтовый офис, были Питер Сунд, Луис Далмэн, Эрик Эриксон и Ханс Ларсон, они прибыли из деревни Орса, лен Даларна, Швеция. После постройки железной дороги в 1899 году здание почты Станчфилда сместилось на 2 км к юго-востоку.

## Население
| Год переписи | Нас. |  | %±    |
| ------------ | ---- |  | ----- |
| 1980         | 1077 |  | —     |
| 1990         | 1060 |  | −1,6% |
| 2000         | 1120 |  | 5,7%  |
| 2010         | 1209 |  | 7,9%  |
| 2014         | 1110 |  | −8,2% |

По данным переписи 2010 года население Станчфилда составляло 1209 человек (из них 52,0 % мужчин и 48,0 % женщин), в тауншипе было 442 домашних хозяйства и 326 семей. На территории тауншипа было расположено 479 построек со средней плотностью 5,44 построек на один квадратный километр. Расовый состав: белые — 96,9 %, афроамериканцы — 0,2 %, коренные американцы — 0,4 %, азиаты — 0,7 % и представители двух и более рас — 1,6 %.
Из 1209 человек тауншипа, 118 проживают в статистически обособленной местности Станчфилд (плотность — 86,1 чел./км²), остальные 1091 человек не принадлежат статистически обособленным местностям (плотность на оставшейся территории тауншипа — 12,5 чел./км²).
Население города по возрастному диапазону по данным переписи 2010 года распределилось следующим образом: 17,4 % — жители младше 18 лет, 2,5 % — между 18 и 21 годами, 56,3 % — от 21 до 65 лет и 13,8 % — в возрасте 65 лет и старше. Средний возраст населения — 39,1 лет. На каждые 100 женщин в Станчфилде приходилось 108,4 мужчин, при этом на 100 совершеннолетних женщин приходилось уже 113,6 мужчин сопоставимого возраста.
Из 442 домашних хозяйств 73,8 % представляли собой семьи: 62,2 % совместно проживающих супружеских пар (24,2 % с детьми младше 18 лет); 5,9 % — женщины, проживающие без мужей и 5,7 % — мужчины, проживающие без жён. 26,2 % не имели семьи. В среднем домашнее хозяйство ведут 2,69 человека, а средний размер семьи — 3,15 человека. В одиночестве проживали 20,4 % населения, 7,0 % составляли одинокие пожилые люди (старше 65 лет).

## Экономика
В 2014 году из 881 человека старше 16 лет имели работу 576. При этом мужчины имели медианный доход в 44 688 долларов США в год против 40 859 долларов среднегодового дохода у женщин. В 2014 году медианный доход на семью оценивался в 74 402 $, на домашнее хозяйство — в 61 250 $. Доход на душу населения — 26 813 $ в год. 4,6 % от всего числа семей в Станчфилде и 7,5 % от всей численности населения находилось на момент переписи за чертой бедности.